# Högvälborne
Högvälborne eller högvälborna är epitet som ingick i titulaturen för den svenska högadeln, det vill säga adelspersoner av grevlig eller friherrelig värdighet. Epitetet användes i tal och skrift riktad till en person som omfattas av den,  exempelvis Högvälborne Herr Greve von Fersen.